# فاطمة حداد الشامخ
فاطمة حداد الشامخ أو فاطمة الشامخ حداد (ولدت في 10 مارس/آذار 1936 في تونس، وتوفيت في 2 مايو/أيّار 2013) أستاذة وفيلسوفة وناشطة نسوية وناشطة تونسية.

## حياتها
ولدت فاطمة عام 1936 في تونس، لعائلة من المثقفين المسلمين والقوميين. تلقت تعليمها الأساسي في تونس، في المدرسة الثانوية الروسية. عندما كانت شابة في سنّ المراهقة، أصبحت عضوًا في الحزب الحرّ الدستوري الجديد والاتّحاد العام للطلاب التونسيين. ثم سافرت إلى باريس التحقت بأخواتها في الجامعة هناك.
وفي عام 1955، بدأت في دراسة الفلسفة والأنثروبولوجيا واللغة الإنجليزية والحضارة في جامعة السوربون في باريس. في عام 1961، تم قبولها في امتحان للفلسفة لتصبح أستادة. حصلت فيما بعد على شهادة الدكتوراة في عام 1977، في باريس، وكانت أطروحتها بعنوان منهجيّة الفلسفة والنظام في الفلسفة السياسيّة عند سبينوزا، وكانت قد كتبت رسالتها تحت إشراف بول ريكور (تم نشر أطروحة في تونس عام 1980). خلال دراستها في باريس، أصبحت نائبة رئيس الاتّحاد العامّ للطلبة التونسيين وعضوًا في المجموعة المحلية للحزب الدستوريّ الحرّ.
بعد حصولها على لقب أستاد في الفلسفة واجتيازها امتحان الأستذة، عادت الشامخ إلى تونس. عملت في التدريس في التعليم الثانوي وفي المدرسة الوطنية للأساتذة المساعدين قبل التحاقها بجامعة تونس عام 1967. حيث شغلت في الجامعة منصب أستاد مساعد من السنوات 1967 إلى 1968، مساعدة في مرحلة الماجستير من 1968 إلى 1977، ثم عملت أستاذ محاضر من 1977 إلى 1982، ثم عملت محاضرة في التعليم العالي في تاريخ الفلسفة الحديثة بقسم الفلسفة في كلية الآداب والعلوم الإنسانية بتونس عام 1982، ثم حازت على لقب أستاذ فخزيّ. عملت ونشرت في مجال حقوق الإنسان وحقوق المرأة، في الفلسفة السياسية، وكذلك في مجال أخلاقيات البيولوجيا (المهتمة خصوصًا بقضايا المعاناة والألم) وشغلت منصب عضو في اللجنة الوطنية التونسية لأخلاقيات مهنة الطب.
كمتخصصة في باروخ سبينوزا، عملت على وجه الخصوص على الفصل بين السياسي واللاهوتيّ، وعملت على أساليب تحليل مشاكل الحضارة الحديثة، وكذلك قضايا العالم العربي الإسلامي.
في حلول عام 1966 أصبحت عضوًا في اللجنة المركزية للاتحاد الوطني للمرأة التونسية. ثم شاركت في عمل مركز البحوث والدراسات والتوثيق والإعلام حول المرأة وجمعية المرأة التونسية لأبحاث التنمية، وهي منظمات ذات صلة بقضية المرأة. كان الاتّحاد الوطني للمرأة التونسية قريبًا من مؤسسات السلطة وكان يمثل في ذلك الوقت ما أطلق عليه «نسوية الدولة» المدعومة قوى في الحكومة وخصوصا من الحزب الدستوري الاشتراكي في تونس، ولكن كان الاتحاد مستقلّا وبعيدًا عن سيطرة الحكومة. شاركت فاطمة وقادت مؤتمرات وندوات أكاديمية حول موضوع قضية المرأة. وحاولت الاستفادة من اهتمام الدولة التونسيّة بهذا الموضوع، وشاركت في إنشاء المعهد العالي للعلوم الإنسانية بتونس (معهد ابن شرف)، وساهمت كبروفيسورة وفي تدريس الماجستير المهني في دراسات المرأة، وهي مبادرة جديدة داخل الجامعة التونسية. لقد كرّست السنوات الأخيرة من نشاطها الأكاديمي في التدريس بدرجة الماجستير هذه.
توفيت في 2 مايو\ أيار 2013.